# 変形ギター
変形ギター（へんけいギター）はエレクトリック・ギターならびにベースのうち、ボディ形状が伝統的な弦楽器（ヴァイオリン属やアコースティック・ギターなどの撥弦楽器）に根ざしていないものを指す。

## 概要
エレクトリックギターは、音響的な特性は別として、弦を支持する構造（フレットを打ったネック（但し、ベースに関しては無くてもよい）、ブリッジ、最低限のボディ部）とピックアップさえあれば音を出力することができる。そこで、ボディのピックアップ両側（ウイング）の形状を自由にデザインしたものが黎明期より多く生まれてきた。

## 定義
広義では冒頭に記したとおり、ストラトキャスターとレスポールに代表されるスタンダードな機種の対極に位置する存在だが、デビュー当初は異端とされたモデルでも時間の経過とともに各社からコピーモデルや、そのデザインをベースにした独自のモデルが誕生するなどしてスタンダードと認知されるものも多く、線引きは容易ではない。

## 機種

### ギブソン
- フライングV
  - ジャクソン・キングV
  - ジャクソン・ランディ・ローズ
  - クレイマー(w:Kramer Guitars)・ヴァンガード
  - DEAN ML/ワッシュバーン・ダイムバッグ・ダレルモデル
- エクスプローラー
  - ギブソン・ファイヤーバード
  - ジャクソン・ケリー
  - アイバニーズ・デストロイヤー
  - アイバニーズ・アイスマン/グレコ・ミラージュ
  - ESPランダムスター（デビュー当初は高崎晃モデル）
  - クレイマー・ヴォイジャー

### B.C.リッチ
- モッキンバード
- イーグル
- ワーロック

## 著名プレイヤー
- 高見沢俊彦（THE ALFEE）- ESP製
  - Flying Aシリーズ
  - Angelシリーズ
  - エクスキャリバー

イアン・ハンター（モット・ザ・フープル）の、ボディがHの字（イニシャル）のギターを見たのが、変形ギターにのめり込んだきっかけだったと語っている。
- ピーター・トッシュ

M16ライフル風のギターを愛用していた。
- リック・ニールセン（チープ・トリック）- ヘイマー（w:Hamer Guitars）製
  - 自身の姿をイラストにして模ったダブルネック・ギター（両足がネック）
  - サックス型ギター（ヘッド側がマウスピース。本人は「ここにシンセのドライバーを仕込んでいて、吹いたら作動させられるよ」と語っているが、ジョークのようだ）
- ロン・サール（w:Ron "Bumblefoot" Thal）
  - ボディが手の形をしたもの
  - チーズを模した（穴もあいている）もの
  - フレット代わりとして指板にコインを打ち込んだもの